# Ye (Stadt)
Ye (chinesisch 鄴 / 邺, Pinyin Yè) oder Yecheng (chinesisch 鄴城 / 邺城, Pinyin Yèchéng) war eine Stadt des antiken China, die im heutigen Kreis Linzhang der bezirksfreien Stadt Handan in der Provinz Hebei, nahe der Grenze zu Anyang (Provinz Henan) lag. Die strategisch bedeutsame Stadt war Hauptstadt der Östlichen Wei-Dynastie und der Nördlichen Qi-Dynastie wie auch zahlreicher Warlords gegen Ende der Han-Dynastie, darunter auch Yuan Shao und Cao Cao.
Ausgrabungen der letzten Jahre bestätigten die Angaben chinesischer Historiker zur Anlage der Stadt.
Die Fundstätte steht seit 1988 auf der Liste der Denkmäler der Volksrepublik China (3–213).
Koordinaten: 36° 17′ N, 114° 25′ O